# Челябинский электрометаллургический комбинат
Челябинский электрометаллургический комбинат (ЧЭМК) — крупнейший производитель ферросплавов в России (80 % рынка ферросплавов), способный полностью обеспечить потребности отечественной металлургии. Основан в 1929 году.
Ассортимент выпускаемой продукции включает в себя более 120 наименований ферросплавов и лигатур, более 40 изделий электродного производства. Продукция цехов и участков по переработке отходов основного производства находит широкое применение в лакокрасочной и резинотехнической промышленности, в дорожном, промышленном и жилищном строительстве, в сельском хозяйстве.
Компания вошла в рейтинг журнала Forbes «200 крупнейших частных компаний России 2021», где заняла 199 позицию с выручкой 49 млрд рублей.

## Хронология
1929 год, 07 ноября заложен фундамент первого ферросплавного завода в Советской России
1930 год, 07 ноября пущена в работу первая ферросплавная печь, получены первые тонны феррохрома
1931 год, 25 июля официальная дата рождения предприятия — государственная комиссия приняла в эксплуатацию первую очередь Челябинского ферросплавного завода (ЧФЗ) — цех № 1
1934 год, август пущена первая очередь электродного производства
1936 год, январь сдан в эксплуатацию цех № 2
1945 год, март за успешное выполнение заданий Государственного Комитета Обороны в годы Великой Отечественной войны ЧФЗ награждён орденом Ленина
1954 год, декабрь сдан в эксплуатацию цех № 5
1955 год, декабрь сдан в эксплуатацию цех № 4
1960 год, июнь образован Челябинский электрометаллургический комбинат (ЧЭМК), объединивший челябинские ферросплавный, электродный и абразивные заводы
1961 год, апрель сдан в эксплуатацию цех № 6
1963 год, декабрь сдан в эксплуатацию цех № 7
1978 год, январь сдан в эксплуатацию цех № 8
1981 год, июнь за большой вклад в развитие чёрной металлургии ЧЭМК награждён орденом Трудового Красного Знамени
1992 год, декабрь учреждено открытое акционерное общество «Челябинский электрометаллургический комбинат». Незаконная приватизация 1992 года силами области, в 2024 оспорено Генпрокуратурой РФ
2019 год ЧЭМК первым из представителей ферросплавной промышленности России вышел на рынок хромовых руд.
2023 год, июнь Урало-Сибирская металлургическая компания, материнская по отношению к ЧМЭК, прекратила существование, влившись в созданное в 2022 году АО «Компания Эталон».
2024 год, февраль Генпрокуратура подала иск об изъятии в собственность РФ у АО «Компания Эталон» 100% акций ЧМЭК и еще двух предприятий. Основанием для национализации были названы неправомерная приватизация в начале 1990-х, а также экспорт продукции в недружественные страны. Арбитражный суд Свердловской области в качестве обеспечительной меры арестовал акции «Эталона», принадлежащие российскому миллиардеру Юрию Антипову и его супруге Людмиле. 21 февраля тот же суд удовлетворил иск Генпрокуратуры. Самого Антипова 26 февраля вызвали на допрос по некоему делу о мошенничестве (в неизвестном статусе), после чего отпустили под подписку о невыезде. В начале марта стало известно, что акции комбината планируется передать «Ростеху», который затем найдет инвестора для переноса предприятия за черту города, сохранив за собой блокирующий 25-процентный пакет.
2024 год, февраль На встрече президента РФ Владимира Путина с губернатором Челябинской области Алексеем Текслером было озвучено решение вынести вредное производство за пределы города, а социальные объекты передать в ведение местных властей. 
В марте 2024 года собственником 100% акций ЧЭМК стала Российская Федерация в лице Федерального агентства по управлению государственным имуществом. В августе 2024 года генеральным директором АО «Челябинский электрометаллургический комбинат» распоряжением Федерального агентства по управлению государственным имуществом (Росимущество) был назначен Анатолий Бровко.

## Продукция
- Ферросилиций
- Феррохром
- Ферросиликохром
- Силикокальций
- Силикомарганец
- Ферромарганец
- Электроды[17][нет в источнике]

## Дирекция
- Бровко, Анатолий Григорьевич — ген. директор с 12.08.2024
- Ходоровский, Павел Яковлевич — директор с 4.09.2002[18]